# White Horse
 For alternative betydninger, se Whitehorse.
"White Horse" en sang fra Laid Back album Keep Smiling fra 1983. Desuden udkom det som B-side på den amerikanske singleudgivelse af Sunshine Reggae. Denne single blev især populær på de dance-orienterede radiostationer i de amerikanske storbyer.

## Inspiration
Som så mange andre af Laid Backs numre, startede White Horse med at Tim Stahl og John Guldberg sad over for hinanden i deres studie og legede sig frem til et grund-arrangement. I denne periode eksperimenterede de især meget med de nye sequencere og rytmemaskiner der var kommet på markedet. Resultatet var et dansevenligt nummer med en meget minimalistisk tekst der først blev skrevet til sidst. Teksten kom fra Romano Moszkowicz, en af de personer der ofte kom i Laid Backs studio. Han var på det tidspunkt narkoman, og sagde en dag opgivende "If you wanna ride - don't ride the White Horse". White Horse er slang for heroin.

## Musikvideo
Musikvideoen viser en række skumle personer der sniger sig rundt i den københavnske underverden blandt forfaldne huse. Imens står Laid Back og spiller i en stor dyster gård, der ved nærmere eftersyn viser sig at være Københavns Politigård. Videoen slutter med at én af de mystiske personer går ind på et hotel og ender på et værelse hvor der står en hvid pony.  

## Samplinger
White Horse er blevet samplet et utal af gange. Både DJ Funk, 2 Live Crew, Monifah, og flere andre har brugt brudstykker af nummeret. Den Gale Pose indgik et samarbejde med Laid Back, hvor "White Horse" blev nyindspillet, og derefter brugt som grundlag for nummeret "Den Dræbende Joke".

## Hitlister

### Ugentlige hitlister
| Hitliste (1984)                       | Højeste palcering |
| ------------------------------------- | ----------------- |
| Belgien (Ultratop 50 Flanderen)       | 18                |
| Canada Top Singles (RPM)              | 27                |
| Holland (Dutch Top 40)                | 17                |
| Holland (Single Top 100)              | 15                |
| New Zealand (RIANZ)                   | 49                |
| USA Billboard Hot 100                 | 26                |
| USA Dance Club Songs (Billboard)      | 1                 |
| USA Hot R&B/Hip-Hop Songs (Billboard) | 5                 |
| US Cash Box                           | 22                |

### Års-hitlister
| Hitliste (1984)                      | Placering |
| ------------------------------------ | --------- |
| US Hot R&B/Hip-Hop Songs (Billboard) | 43        |